# 11170 Bradenmilford
11170 Bradenmilford eller 1998 FY34 är en asteroid i huvudbältet som upptäcktes den 20 mars 1998 av LINEAR i Socorro County, New Mexico. Den är uppkallad efter Braden Nicholas Milford.
Asteroiden har en diameter på ungefär 5 kilometer och den tillhör asteroidgruppen Koronis.